# C-32 (Licenciado Francisco Trujillo Gurría)
C-32 (Licenciado Francisco Trujillo Gurría) es una localidad del municipio de Huimanguillo ubicado en la subregión de la Chontalpa del estado mexicano de Tabasco.

## Geografía
La localidad de C-32 (Licenciado Francisco Trujillo Gurría) se sitúa en las coordenadas geográficas 17°58′06″N 93°30′05″O / 17.968333, -93.501389, a una elevación de 15 metros sobre el nivel del mar.

## Demografía
Según el Conteo de Población y Vivienda 2020, efectuado por el Instituto Nacional de Estadística y Geografía, la localidad de C-32 (Licenciado Francisco Trujillo Gurría) tiene 4,455 habitantes, de los cuales 2,191 son del sexo masculino y 2,264 del sexo femenino. Su tasa de fecundidad es de 2.57 hijos por mujer y tiene 1,077 viviendas particulares habitadas.
| Gráfica de evolución demográfica de C-32 (Licenciado Francisco Trujillo Gurría) entre 1980 y 2020 |
|                                                                                                   |
| INEGI.                                                                                            |